# Tuğay
Tuğay är en ort i Azerbajdzjan.   Den ligger i distriktet Siyəzən Rayonu, i den nordöstra delen av landet, 110 km nordväst om huvudstaden Baku. Antalet invånare är 374.
Terrängen runt Tuğay är platt åt nordost, men åt sydväst är den kuperad. Närmaste större samhälle är Divichibazar, 13,1 km väster om Tuğay.
Omgivningarna runt Tuğay är i huvudsak ett öppet busklandskap.